# Coizard-Joches

Coizard-Joches este o comună în departamentul Marne, Franța. În 2009 avea o populație de 87 de locuitori.